# Villons-les-Buissons
Villons-les-Buissons település Franciaországban, Calvados megyében. Lakosainak száma 834 fő (2022. január 1.). Villons-les-Buissons Anisy, Cairon, Cambes-en-Plaine és Saint-Contest községekkel határos.

## Népesség
A település népessége az elmúlt években az alábbi módon változott:
| Lakosok száma | 178  | 438  | 550  | 661  | 715  | 724  | 749  | 777  | 796  | 834  |
|               | 1968 | 1982 | 1990 | 2006 | 2013 | 2015 | 2017 | 2019 | 2020 | 2022 |